# Tehnica grupului nominal
Tehnica grupului nominal - TGN (engleză nominal group technique) este o metodă structurată de grup pentru brainstorming care încurajează participarea tuturor membrilor grupului. Este utilă pentru identificarea problemelor, generarea unei soluții și luarea deciziei. Obiectivul acestei tehnici este de a identifica prioritățile chestiunilor selectate în cadrul problemelor, luând în considerare punctele de vedere ale membrilor grupului. Prin aplicarea TGN se ajunge la o decizie a grupului, prin clasificarea alternativelor în ordinea importanței.
Tehnica grupului nominal este eficace în obținerea consensului din partea unei game largi de participanți diferiți din punctul de vedere al formării sau locului de desfașurare a activității. Grupul nominal este constituit dintr-un număr limitat de persoane care interacționează în cadrul unei întalniri, cu scopul de a obține informații cu privire la o situatie specifică. Fiecare membru al grupului lucrează individual, în cadrul unui grup organizat. Numele tehnicii descrie pe scurt cum se desfașoară procesul: persoane diferite constituite într-un grup – exclusiv cu ocazia aplicării acestei tehnici – gândesc, selectează, votează în nume propriu. TGN este indicată pentru propuneri puternic controversate sau în cazul în care grupul nu poate lua o decizie din cauza părerilor diferite.

## Situații de utilizare
Folosirea acestei tehnici este utilă în situații diverse:
- Atunci când unii membri ai grupului sunt mai dominanți decât alții;
- Atunci când unii membri ai grupului gândesc mai bine în liniște, fără a interacționa cu ceilalți;
- Dacă există preocuparea faptului că unii membri nu participă;
- Atunci când grupul nu obține cu ușurință un anumit număr de idei;
- Atunci când problema este controversată și există un conflict aprins.[1]

## Procedura de desfășurare
1. Se stabilește subiectul sesiunii de brainstorming („sarcina” de realizat). Se clarifică acest subiect până când este înțeles de toți membrii grupului.
2. Fiecare membru al grupului se gândește în liniște și notează cât mui multe idei posibile, în fraze scurte, pentru o anumită perioadă de timp (5 până la 10 minute).
3. Fiecare membru exprimă pe rând cu voce tare, câte o idee, de preferat din lista sa. Moderatorul înregistrează opinia fiecăruia pe flipchart. Trebuie respectate aici unele reguli:
- Sunt evitate discuțiile și critica ideilor și nu sunt acceptate nici măcar întrebări de clarificare, în momentul exprimării ideilor. În felul acesta se evită împiedicarea exprimării ideilor de alți membri ai grupului;
- Un membru al grupului poate fi sărit când este rândul lui, însă poate adăuga o idee la rândul următor.

Se continuă exprimarea ideilor până când toți membrii au ajuns la rând sau pentru o anumită perioadă de timp, stabilită inițial de comun acord.
4. Se discută fiecare idee pe rând. Formulările pot fi schimbate (reformulate), dacă persoana care a propus ideea este de acord. Ideile pot fi înlăturate din lista afișată doar de comun acord. Discuțiile pot clarifica înțelesurile itemilor, pot explica logica și analiza, pot ridica întrebări și primi răspunsuri, sau pot exprima acordul ori dezacordul. Când nu mai sunt întrebări, moderatorul rezumă lista pe cât posibil. Se pot combina idei, cu acordul celor care Ie-au propus. Dacă cineva sugerează combinarea mai multor idei, dar cei care Ie-au creat consideră că sunt diferite, atunci acestea vor figura pe listă separat.
5. Folosind votul multiplu sau reducerea listei se stabilește care idei sunt prioritare, acestea fiind clasificate în ordinea importanței, de la prima până la ultima. Procesul desfășurat oferă o listă de răspunsuri în ordinea de clasificare, stabilită prin vot.
Van de Ven, Delbeck și Gustafson descriu grupurile nominale ca întruniri unde persoanele lucrează în prezența celorlalți, însă fără interacțiune verbală inițială.

## Caracteristici și recomandări
Tehnica grupului nominal este asemănată, de obicei, cu un proces de stabilire a priorităților.
Moderatorul (o persoană care cunoaște bine TGN) nu trebuie să permită ca discuția să se transforme într-o argumentare în sprijinul unor idei sau împotriva altor idei. Scopul principal al discuției este clarificarea și nu este de a rezolva diferențele de opinii ale membrilor grupului.
Avantajul acestui instrument este că se generează un număr mare de idei, însă dezavantajul acestei tehnici este că perioada de timp necesară este lungă.